# Craig Zisk
Craig Zisk ist ein US-amerikanischer Filmregisseur und Produzent.

## Leben
Craig Zisk wuchs in einer jüdischen Familie in Dallas auf, wo er die St. Mark's School in Texas absolvierte. Nach seinem Abschluss an der University of Southern California drehte Zisk im Alter von 26 Jahren seine erste Fernsehserie (Brooklyn Bridge). Sein erster Spielfilm war The English Teacher mit Julianne Moore, Greg Kinnear, Nathan Lane, Michael Angarano und Lily Collins.
Zisk hat fast ausschließlich Serien-Episoden produziert, darunter für Ein Single kommt immer allein, Charmed – Zauberhafte Hexen,  Felicity, Scrubs – Die Anfänger, Taras Welten, Brooklyn Nine-Nine und auch Elementary.
Zisk wurde für mehrere Golden Globe Awards für die Serie Weeds – Kleine Deals unter Nachbarn nominiert. Er hat auch mehrere Emmy-Nominierungen für The Larry Sanders Show (als Produzent) und Weeds erhalten, darunter eine Nominierung als Bester Regisseur für eine Komödie.
Zisk ist verheiratet und lebt in Los Angeles. Sein Bruder Randall Zisk ist ebenfalls Fernsehregisseur.

## Filmografie (Auswahl Drehbuch)
- 1993: Brooklyn Bridge (Folge The Wild Pitch Regie, 13 Folgen Produzent)
- 1996–1997: Ein Single kommt immer allein (14 Folgen Regie, 22 Folgen Produzent)
- 1998: Sea World/Busch Gardens Adventures: Hidden Key
- 1999: Just Shoot Me – Redaktion durchgeknipst (2 Folgen)
- 1999: Zoe, Duncan, Jack & Jane (2 Folgen)
- 1999–2000: Charmed – Zauberhafte Hexen (6 Folgen)
- 2000–2001: Popular (4 Folgen)
- 2001: Keine Gnade für Dad (2 Folgen)
- 2001–2002: Felicity (2 Folgen)
- 2001–2005: Scrubs – Die Anfänger (6 Folgen)
- 2002: My Guide to Becoming a Rock Star (2 Folgen)
- 2002: Weihnachtsmann wider Willen
- 2002: Smallville (Folge Dichotic)
- 2003: American Dreams (3 Folgen)
- 2003–2010: Nip/Tuck – Schönheit hat ihren Preis  (7 Folgen)
- 2004: Monk (Folge Mr. Monk Gets Married)
- 2004–2005: Las Vegas (3 Folgen)
- 2005–2008: Weeds – Kleine Deals unter Nachbarn  (20 Folgen Regie, 30 Folgen Produzent)
- 2009: Nurse Jackie (3 Folgen)
- 2010: Nolan Knows Best
- 2010–2011: Taras Welten (10 Folgen Regie, 24 Folgen Produzent)
- 2010–2011: The Big C (4 Folgen)
- 2011: Untitled Kari Lizer Project
- 2012: The Unprofessional
- 2012–2015: Parks and Recreation (5 Folgen)
- 2013: Smash (2 Folgen)
- 2013: The English Teacher
- 2013–2015: Brooklyn Nine-Nine (5 Folgen Regie, 16 Folgen Produzent)
- 2014: An American Education
- 2014: Two to Go (auch Produzent)
- 2014: Knifeman
- 2016: Marvel's Agent Carter (2 Folgen)
- 2017: Timeless (2 Folgen)
- 2018: The Looming Tower  (3 Folgen)
- 2019: Future Man (2 Folgen)
- 2019: Elementary (Folge Command: Delete)
- 2020: New Amsterdam (2 Folgen)
- 2020: Schöne neue Welt (2 Folgen)